# Buca di San Girolamo sulla Costa San Giorgio

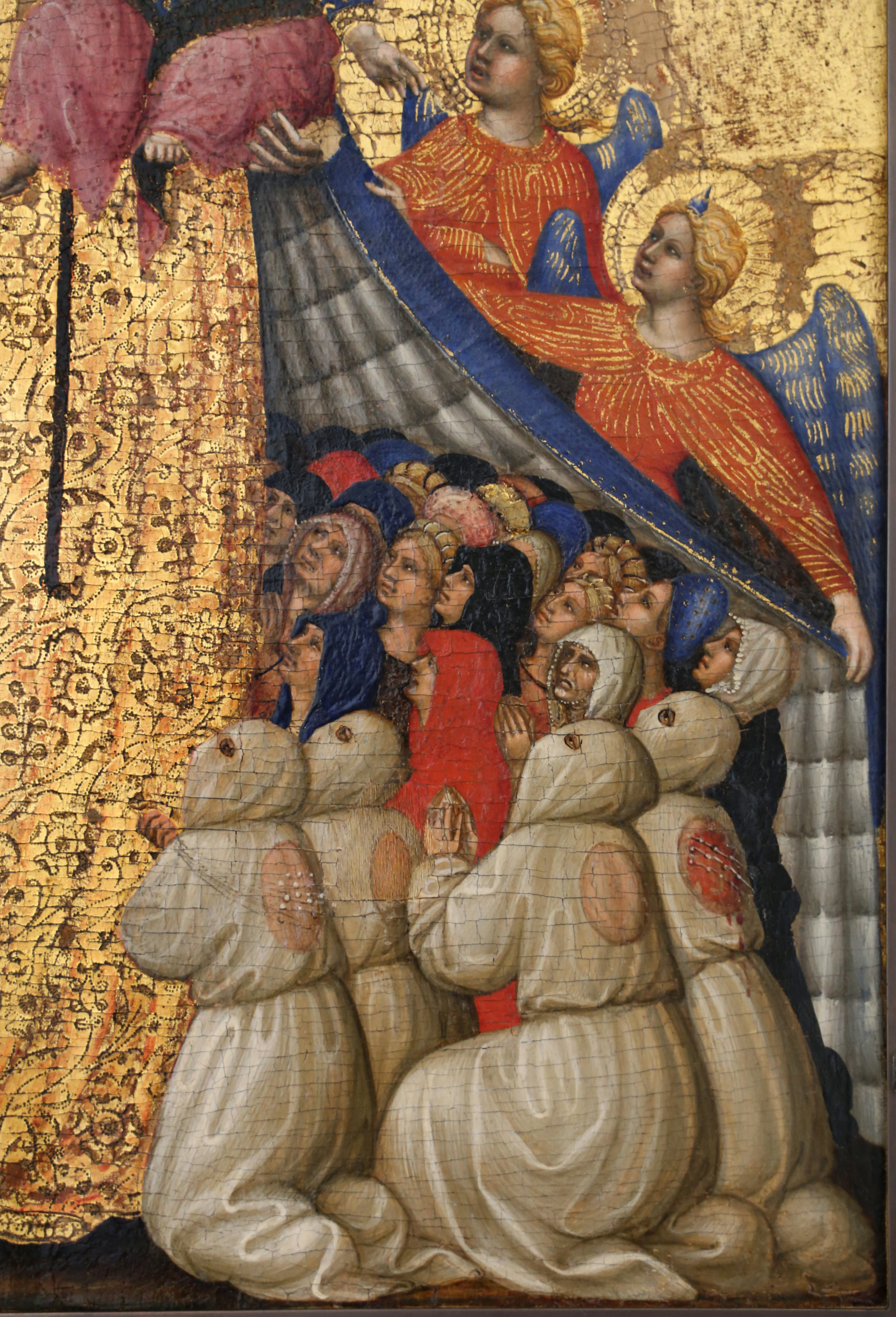
Flagellanti in un dipinto toscano del XV secolo

La Buca di San Girolamo sulla Costa San Giorgio è stata un'antica confraternita di Firenze. Da non confondere con la Buca di San Girolamo di via della Sapienza, che si riuniva presso l'ospedale di San Matteo, sempre a Firenze. 

## Storia
La confraternita nacque nel 1441 dal frate francescano Niccolò da Uzzano, cugino e omonimo del più noto umanista, staccandosi dalla compagnia di San Niccolò del Ceppo. fino ad allora quest'ultima confraternita era composta da due "tornate" di fanciulli e di adulti: da questi ultimi si staccò un gruppo che prese a riunirsi in un sotterraneo del monastero di San Girolamo sulla Costa San Giorgio. I primi statuti risalgono al 1491, e vi si ricorda come si trattasse di una compagnia notturna e di disciplina, ovvero in cui i membri praticavano la penitenza e l'espiazione con la flagellazione ed altre punizioni corporali.
Grazie alla sua rigida disciplina, la confraternita si era guadagnata la considerazione e il rispetto dei fiorentini, oltre a indulgenze e benefici da vari pontefici, tra cui Sisto IV (1476) e Gregorio XIII (1581).
Tuttavia, a differenza dell'altra buca di San Girolamo, in via della Sapienza (odierna via Cesare Battista), questa confraternita non fu risparmiata dalle soppressioni di Pietro Leopoldo del marzo 1785, e mai più ripristinata, come accadde anche alla confraternita dei fanciulli.

## Organizzazione
La confraternita era retta da un Padre preposto, due governatori, nove arroti (che formavano "il seggio"), un sagrestano, un provveditore, un camarlingo, due maestri dei novizi, quattro infermieri, un cerimoniere e un servo. A queste cariche si affiancava un Correttore, un religioso che guidava spiritualmente i confratelli e li confessava. 
Alla confraternita era collegata fin dalle origini una compagnia di fanciulli detta della Nunziata e di Sant'Antonio da Padova, che si riuniva di giorno negli stessi locali e che in occasione delle festività metteva in scena alcune rappresentazioni a tema sacro. 

## Pratiche religiose
Le riunioni ("tornate") si svolgevano le notti che precedevano un a festività, quindi il sabato, i giorni della Settimana Santa di mercoledì, giovedì, venerdì e sabato, e le vigilie dell'Assunta, di san Giuseppe, del natale, della Pentecoste, della festa di san Girolamo (30 settembre) e di san Francesco (4 ottobre). 
Le riunioni si svolgevano secondo un rituale prefissato: i confratelli si presentavano alla sede picchiando alla porta finché non venisse loro risposto "Laudato Iddio", poi entravano e si inginocchiavano subito a un altare all'ingresso, congedando chi li aveva aperti e pregando finché non arrivasse un altro confratello. Entravano poi nel dormitorio lasciando il proprio mantello su un giaciglio, e si ritiravano nell'oratorio pregando tutta la notte, praticando le discipline (fustigazioni) e dandosi il cambio nel riposare su dei sacconi. 
Tra gli obblighi dei confratelli c'era l'elemosina, la confessione almeno una volta al mese, la comunione almeno quattro volte l'anno, la visita di una chiesa (possibilmente prendendo una messa) e la recita di alcune preghiere durante la giornata. Erano soggetti inoltre a digiuni per particolari festività e al versamento di una quota che serviva alle spese della confraternita, compresa la celebrazione della festa del patrono. I membri, che spesso appartenevano a nobili famiglie, non potevano inoltre partecipare allo stesso tempo ad altre confraternite. 
I novizi venivano accolti dopo almeno un anno di postulato, all'interno di una festa particolarmente solenne. In quell'occasione i confratelli sfilavano in processione con la reliquia di san Griolamo donata il 25 marzo 1626 da un tale Girolamo Ticciati, concludendo la sfilata presso le monache della chiesa di San Giorgio alla Costa.

## Stemma
Lo stemma della Compagnia era un cuore rosso infuocato in campo d'argento. 